# Nayagaun Deupur
Nayagaun Deupur (nep. नयाँगाउँ देउपुर) – gaun wikas samiti w środkowej części Nepalu w strefie Bagmati w dystrykcie Kavrepalanchok. Według nepalskiego spisu powszechnego z 2001 roku liczył on 889 gospodarstw domowych i 4919 mieszkańców (2565 kobiet i 2354 mężczyzn).